# Thiago Castanho
Thiago Raphael Castanho (Santos, 8 de fevereiro de 1975) é um músico, pintor, produtor musical e empresário brasileiro, guitarrista da banda Charlie Brown Jr.. Foi produtor musical da banda Capital Inicial e um dos convidados da turnê do álbum Acústico NYC.

## História

### Início
Por incentivo de uma irmã, Thiago começou a tocar guitarra aos 13 anos. Em 1995, entrou na banda Charlie Brown Jr., onde gravou os três primeiros discos, que trouxeram reconhecimento a nível nacional a banda.
No início, Thiago teve aulas de guitarra com o também guitarrista do Charlie Brown Jr., Marcão Britto.
Em 2001, alegando cansaço, deixou a banda para se dedicar a projetos paralelos. Fundou as bandas Aliados e Power S.A., abriu um estúdio em Santos, chamado Digital Grooves e cursou durante um semestre uma faculdade de administração.
Em 2004, além das novas bandas, Thiago participou do Acústico MTV da banda Ira!, através de um convite do produtor Rick Bonadio.
O guitarrista juntou-se aos Aliados, onde lançou dois álbuns, Aliados 13 em 2002 e A Dose Certa em 2004. Em 2005, se desligou dos Aliados e retornou ao Charlie Brown Jr..

### Retorno ao Charlie Brown Jr.
Em 2005, foi convidado por Chorão a voltar ao Charlie Brown Jr. como forma de manter a identidade da banda, sendo que o cantor era o único membro original que ainda restava. Além da dissolução da banda no mesmo ano, enfrentaram pressão por novidades por parte da mídia nacional, empresário, gravadora e os fãs.
Começou então, uma rotina de ensaios e gravações, para reestruturar e reconquistar a confiança, que então contava com Pinguim na bateria e Heitor Gomes no baixo. Este seria o primeiro disco da banda, que contava apenas com Thiago na guitarra.
O resultado foi o álbum Imunidade Musical, que vendeu mais de 100 mil cópias, recebendo o certificado de disco de ouro pela ABPD. Posteriormente, os respectivos álbuns, Ritmo, Ritual e Responsa em 2007, Camisa 10 Joga Bola Até na Chuva em 2009, (vencedor do Grammy Latino de Melhor Álbum de Rock Brasileiro), o DVD Música Popular Caiçara ao Vivo em 2012, La Familia 013 em 2013 e por último, o DVD Chegou Quem Faltava em 2021.

### A Banca
Em março de 2013, Thiago deparou-se com o falecimento de Chorão, que respectivamente levou o fim do Charlie Brown Jr.. Após um mês, se juntou a Lena Papini e os remanescentes do Charlie Brown Jr. e formaram o grupo A Banca, que durou apenas seis meses, devido ao suicídio inesperado de Champignon.
Posteriormente, Marcão Britto, Lena Papini e Bruno Graveto, iniciaram a banda Bula, mas Thiago decidiu não participar do grupo.

### O Legado
No final de 2013, Thiago formou a banda O Legado, como um projeto particular, de onde pretendia dar continuidade a sua carreira. Mais tarde, formou a banda juntamente com o ex-NX Zero, Yuri Nishida. Apesar da alta procura de shows e anseio dos fãs pelo novo trabalho, a banda fez apenas a pré-produção do primeiro álbum, pois passaram por problemas contratuais com o selo Midas Music, de Rick Bonadio.
Em 2015, se juntou ao Capital Inicial para uma longa turnê nacional, e seus compromissos dificultaram a retomada e reestruturação do projeto após a saída de Yuri Nishida. Contudo, conseguiu retomar o projeto tempo depois.
As participações em aberturas de shows do Capital Inicial e tributos ao Charlie Brown Jr. reacenderam o anseio dos fãs pelo som da O Legado, assim junto com os demais membros lançaram, nas rádios e nas redes sociais, o single "Nossos Medos", apresentando uma nova formação; aguardando o melhor momento para lançar oficialmente esta segunda demanda.
Em julho de 2017, inicia as gravações oficiais do primeiro álbum, inspirado nos sentimentos dos últimos 4 anos.

### Capital Inicial
Em 2015, foi convidado por Dinho Ouro Preto, para a gravação do CD/DVD Acústico NYC do Capital Inicial, que seria realizado em Nova Iorque.
Também foi produtor de dois singles, "Coração Vazio" e "Melhor do Que Ontem". Além disso, em janeiro de 2017, em um show em Niterói, foi a primeira vez em que tocou para um público de um milhão de pessoas.
Em setembro, ainda com o Capital Inicial, participou pela primeira vez do Rock in Rio.

### Música com MC Kevin
No final de 2019, lançou em parceria com MC Kevin, a música "Nosso Lugar". Além de tocar guitarra na música, ajudou na produção.

### Volta ao Charlie Brown Jr. em 2021
Em 2021, anunciou no seu Instagram sua volta ao Charlie Brown Jr., em uma turnê em homenagem aos 50 anos de Chorão.

## Controvérsias
Em 2019, não aceitou participar da "Volta do Charlie Brown Jr.". Após desmentir boatos de estar doente, afirmou que não participaria do retorno porque "Charlie Brown Jr. sem Chorão, não existe!"

## Discografia

### Aliados
- (2002) Aliados 13
- (2004) A Dose Certa

### Participações em outros trabalhos
- (2004) Acústico MTV: Ira! - Ira!
- (2015) Acústico NYC - Capital Inicial

## Prêmios e Indicações
| Ano  | Prêmio                                     | Indicação             | Resultado |
| ---- | ------------------------------------------ | --------------------- | --------- |
| 2007 | Prêmio Multishow de Música Brasileira 2007 | Instrumentista do Ano | Indicado  |